# عيسى بن محمد بن سليمان بن أبي المهاجر
يُعتقد أن عيسى بن محمد بن سليمان بن أبي المهاجر، هو أول مؤلف مغربي (شمال أفريقي) كتب عمل أسماه «مغازي إفريقية» تحدث فيه عن الفتح الإسلامي لبلاد المغرب (شمال افريقيا). توفي نحو نهاية القرن الثاني الهجري (القرن الثامن الميلادي).

## حياته و تأليفه
كان عيسى بن أبي المهاجر إحدى حفدة أبو المهاجر دينار الذي أدّى دورًا في فتح المغرب الأوسط. ويُعتقد أنه أول مؤلف مغربي (شمال إفريقي) ألف كتابًا مخصصًا لهذه الفترة. هذا العمل، الذي حمل عنوان «مغازي إفريقية»، كُتب في النصف الثاني من القرن الثاني الهجري (القرن الثامن الميلادي). وعلى الرغم من أن هذا العمل مفقود الآن، فإنه ظل متاحًا حتى القرن الرابع الهجري (القرن العاشر الميلادي). وقد استفاد المؤرخ أبو العرب التميمي من هذا العمل في كتاباته.
توفي عيسى بن أبي المهاجر نحو نهاية القرن الثاني الهجري (القرن الثامن الميلادي).